# Klaus G. Beyer
Klaus G. Beyer (eigentlich Klaus Günter Beyer; * 6. März 1922 in Weimar; † 2007) war ein deutscher Fotograf.

## Leben und Werk
Die Eltern Beyers waren Günther Beyer (1888–1965), von 1934 bis 1945 Leiter der Landesbildstelle Thüringen, und Helena Beyer (1889–1973). Er besuchte bis 1940 in Weimar das Realgymnasium und machte das Abitur. Danach wurde er zur Wehrmacht eingezogen und nahm als Soldat am Zweiten Weltkrieg teil. Nach der Rückkehr aus der Kriegsgefangenschaft absolvierte er von 1946 bis 1948 eine Lehre als Fotograf bei seinem Vater. Seitdem arbeitete er als Fotograf mit einem Fotostudio in Weimar. 1958 erwarb er den Meistertitel im Fotografenhandwerk. Wie schon sein Vater bezeichnete er sich als Lichtbildner. Ab 1980 hatte er an der Hochschule für Architektur und Bauwesen Weimar einen Lehrauftrag, insbesondere für Architektur- und Sachfotografie von künstlerischen Gegenständen. Als erster Ausländer erhielt er von der indischen Regierung den offiziellen Auftrag, das Taj Mahal fotografieren. Fotografien Beyers wurden allein im Zeitraum von 1958 bis 1987 in über 110 Büchern, davon viele Bildbände, veröffentlicht. 16 davon wurden im Wettbewerb Die Schönsten Bücher der DDR ausgezeichnet. Die Bücher erschienen in der DDR insbesondere in den Verlagen Verlag der Kunst, E. A. Seemann, Henschelverlag Kunst und Gesellschaft, Aufbau Verlag, Insel Verlag, Union-Verlag, Evangelische Verlagsanstalt, Kiepenheuer & Witsch, Koehler & Amelang, Volksverlag Weimar und Sachsenverlag. Vor der deutschen Wiedervereinigung veröffentlichten in der Bundesrepublik u. a. der Beck Verlag, Deutscher Kunstverlag und Wissenschaftliche Buchgesellschaft Bücher mit Fotografien Beyers. Auch ausländische Verlage, u. a. in Österreich und der Schweiz, publizierten Arbeiten Beyers, z. T. als Lizenzausgaben.
Von 1960 bis 1984 unternahm Beyer Arbeitsreisen nach Bulgarien, Indien, Polen, Rumänien, in die UdSSR, die CSSR und nach Ungarn.
Allein von 1966 bis 2003 wurden Bilder Beyers im In- und Ausland auf fast 40 Ausstellungen gezeigt, u. a. 1982 in der Weimarer Galerie Roter Turm („Kamera + Kunst. Klaus G. Beyer zum 60. Geburtstag“) und von 1977 bis 1988 auf der VIII. bis X. Kunstausstellung der DDR.
Mit dem Erreichen des Rentenalters übergab Beyer 1987 seinen Betrieb an seinen Sohn Constantin Beyer (* 1961). Dieser besitzt auch das Archiv von über 55 000 großformatigen Dias und Negativen.
Beyer war von 1948 bis zu ihrem Ableben 2004 mit Josepha Sieber-Rilke (* 1927), Enkelin von Rainer Maria Rilke und Clara Rilke-Westhoff, verheiratet.

## Mitgliedschaften  (mutmaßlich unvollständig)
- 1960 bis 1990: Verband Bildender Künstler der DDR
- Deutscher Verband für Fotografie
- ab 1969: Fédération internationale de l‘art photographique FIAP

## Ehrungen
- 1976: Kunstpreis der DDR
- 1987: Stern der Völkerfreundschaft in Silber
- AFIAP[2] – Artiste Fédération internationale de l‘art photographique
- 2003 Verdienstorden des Freistaats Thüringen